# Università tecnica di Amburgo-Harburg

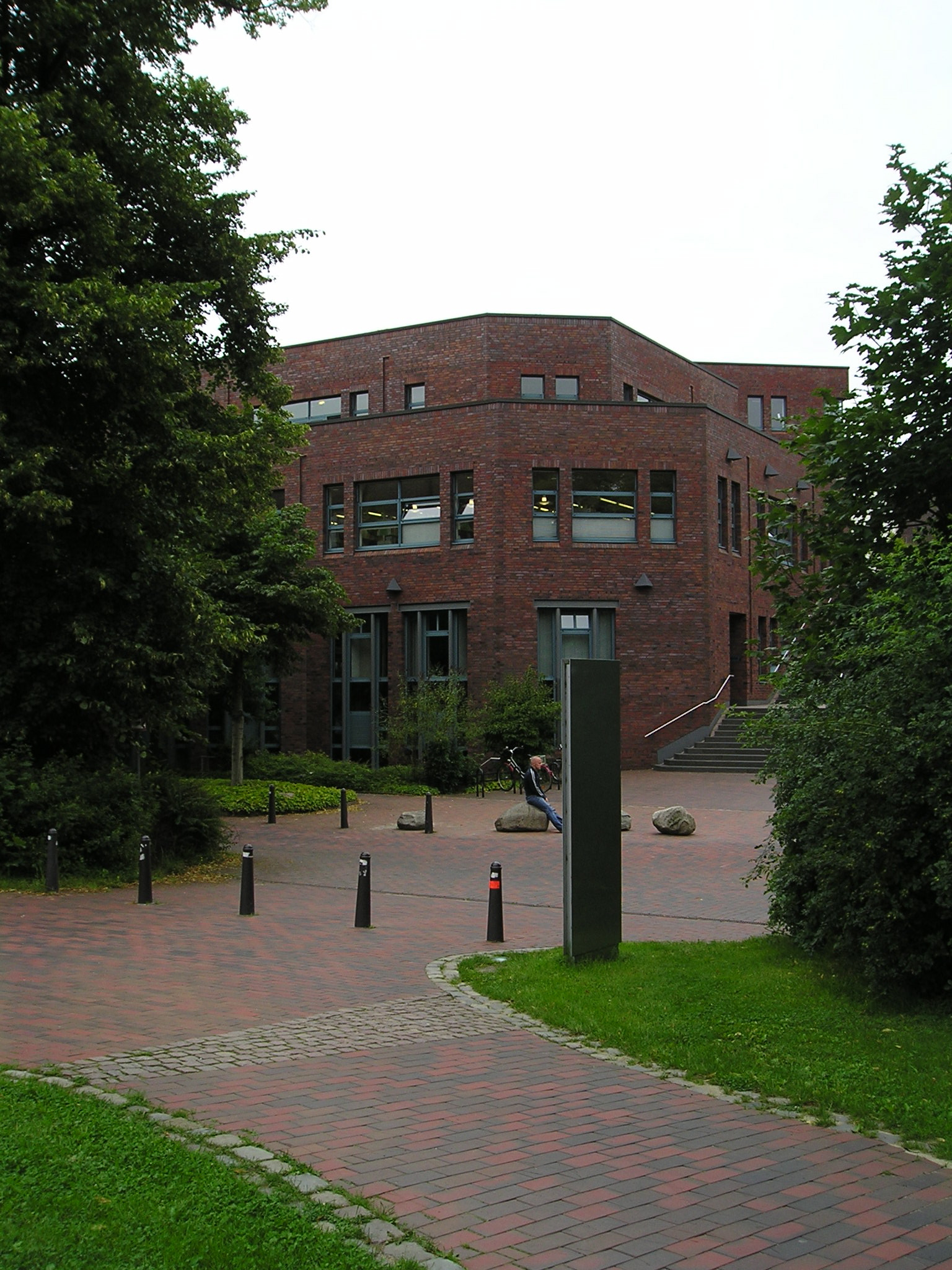
biblioteca della università

L'Università tecnica di Amburgo (Technische Universität Hamburg, TUHH) si trova nella città di Amburgo, nel distretto di Harburg. L'università fu fondata nell'anno 1978.

## Northern Institute of Tecnology
Il Northern Institute of Technology (NIT) Management è un istituto di formazione privato situato nel campus della Hamburg University of Technology (TUHH) ad Amburgo, in Germania. È stato fondato nel 1998 come partnership pubblico-privata tra la Hamburg University of Technology e le aziende sponsor.
Il NIT offre un doppio programma di master in gestione della tecnologia in collaborazione con l'Università di Tecnologia di Amburgo (TUHH): gli studenti studiano un Master of Science in un programma ingegneristico o scientifico presso la TUHH mentre studiano nel programma MBA del NIT, che viene offerto anche part-time per i professionisti che lavorano. Al termine dei corsi, gli studenti si diplomano al NIT con un MBA o un Master of Technology Management. Oltre alle discipline classiche del management, il programma MBA comprende moduli di gestione classica, sviluppo autonomo, gestione dell'innovazione, fondazione di un'azienda e digitalizzazione per familiarizzare gli studenti con le sfide imprenditoriali del futuro: tutte le lezioni sono tenute in lingua inglese. Il corpo docente è composto da professori ed esperti del settore provenienti da diverse università e aziende internazionali. Il programma di management offerto dal NIT è accreditato dalla Foundation for International Business Administration Accreditation (FIBAA). Dopo che il NIT ha sviluppato il contenuto e la struttura del suo programma di Master in Gestione della Tecnologia nel 2019, la FIBAA ha riaccreditato il programma e può continuare a portare il suo sigillo di approvazione.

## Biblioteca universitaria
La biblioteca non viene utilizzata solo internamente, ma anche come biblioteca tecnica specializzata della regione di Amburgo. I suoi servizi sono disponibili anche per i cittadini che non sono studenti.
Oltre al servizio di base di fornitura di materiale stampato in prestito o per l'uso all'interno del TUB HH, la biblioteca procura anche documenti da partner di cooperazione come biblioteche, centri di informazione specializzati ed editori.
Il libro più importante è "Hoischen: Technisches Zeichnen: Grundlagen, Normen, Beispiele, Darstellende Geometrie".